# Юнити (модул)
Свързващият Модул Юнити (на английски: Unity Module) е първият построен американски компонент на Международната космическа станция (МКС). Има цилиндрична форма. Размерите му са 4,57 м в диаметър и 5,47 м дължина. Построен е за НАСА от компания Боинг в космически център „Маршал“, град Хънтсвил, щата Алабама. Понякога е наричан Възел 1 и представлява първият от трите свързващи модули, които ще бъдат скачени с МКС до края на изграждането ѝ.

## Изстрелване
Модулът е изнесен в орбита с космическа совалка Индевър на полет STS-88, първият полет на Спейс Шатъл свързан с изграждането на МКС. На 6 декември 1998 екипажът успешно скачва Юнити със Заря (руски модул построен с американска финансова помощ, изстрелян по-рано на борда на ракета Протон от космодрума Байконур). Това се първите два компонента, които са скачени от станцията.

## Връзка с другите компоненти
Освен със Заря, Юнити е свързан и с американския модул Дестини (прибавен на мисия STS-98), с Ферма Z1, със Съвместна шлюзова камера Куест и Отсека за скачване Пирс. В добавка многофункционалните товарни модули Леонардо и Рафаело са скачвани с Юнити в няколко мисии. Възел 3 с неговия купол с множество прозорци ще бъде скачен с Юнити при полет STS-132.

## Детайли
Основни запаси за станцията, свързани с животоподдържащите системи, електричеството и информационните системи, са прекарани през Юнити, за да подсигурят живота и работата на МКС. Повече от 50 хил. предмета и 216 тръби за поемане на течностите и газовете и 121 вътрешни и външни кабели минават през Юнити. Модулът е направен от алуминий.

## Други възли
Другите два свързващи модула (Възели) са построени от Талес Аления Спейс в Италия по споразумение между НАСА и Европейската космическа агенция (ЕКА). Хармъни (преди познат и като Възел 2) и Възел 3 ще бъдат видимо по-дълги от Юнити, като ще достигат почти 6,7 м дължина.